# Schloss Jallanges

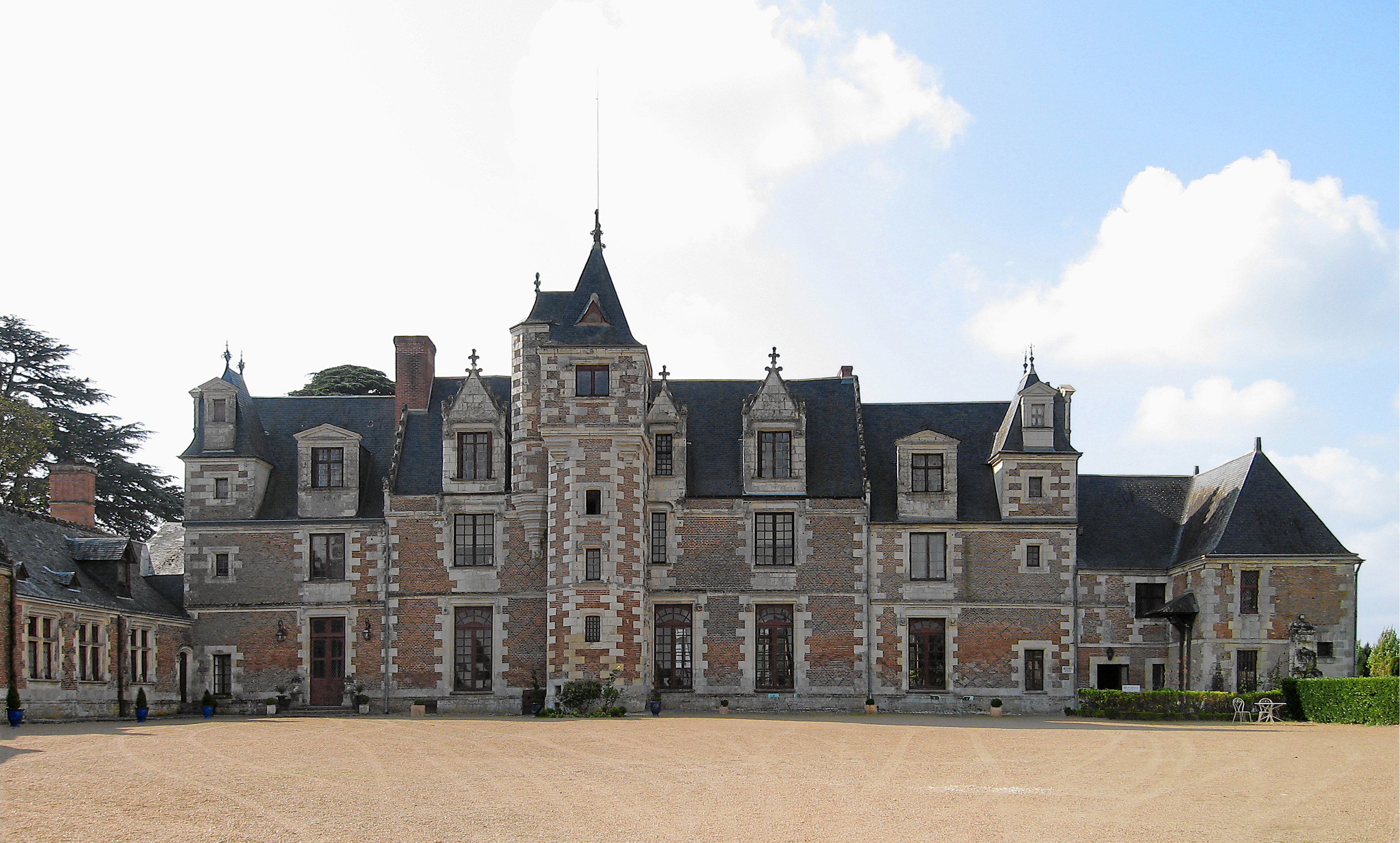
Logis des Schlosses Jallanges

Das Schloss Jallanges (französisch Château de Jallanges) ist eine Schlossanlage im Herzen der Touraine. Sie steht rund 2,5 Kilometer nordwestlich von Vernou-sur-Brenne, einem Ort im Département Indre-et-Loire der französischen Region Centre-Val de Loire. Die Anlage im Stil der Renaissance gehört zu den Schlössern der Loire und steht seit dem 22. Juni 1946 als Monument historique in Teilen unter Denkmalschutz. Sie zählt pro Jahr rund 24.000 Besucher.
In der zweiten Hälfte des 15. Jahrhunderts an der Stelle einer älteren Vorgängeranlage errichtet, ist Jallanges eines der ältesten Renaissanceschlösser in Frankreich. Im 16. und 18. Jahrhundert erweitert, wurde es in der zweiten Hälfte des 19. Jahrhunderts erstmals restauriert, weshalb die heutige Inneneinrichtung überwiegend aus jener Zeit stammt. Nachdem die Gebäude ab 1969 lange leer gestanden hatten, erwarb die Familie Ferry-Balin die Anlage im Jahr 1984 und setzte sie wieder instand. Heute nutzt sie das Schloss als Wohnsitz und betreibt darin eine Frühstückspension.

## Geschichte

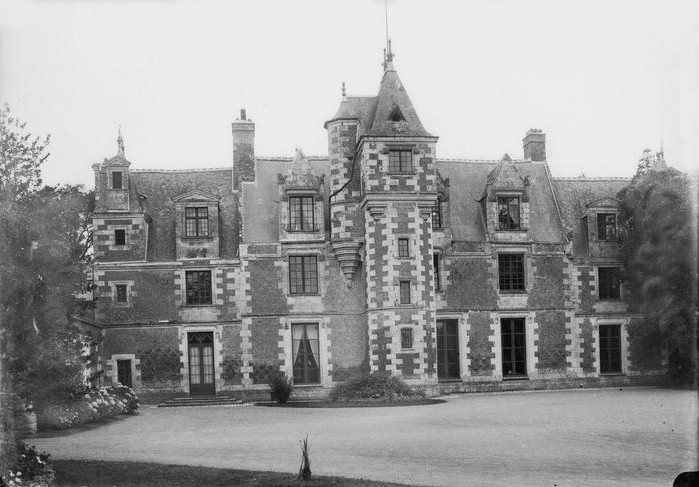
Das Schloss etwa 1900/1920

Schon für das Jahr 1213 ist für diese Stelle ein Festes Haus verbürgt, das sich im Besitz von René de Perray befand. 1462 gehörte es Jean Gaudin, dessen Nachfahr Collas Gaudin es 1471 an Jean Lopin verkaufte. Wahrscheinlich ab 1460 erfolgte ein kompletter Neubau der Anlage, der bis etwa 1480 dauerte. Im letzten Drittel des 15. Jahrhunderts gehörte Jallanges gleichzeitig mehreren eng miteinander verwandten Familien. Zu diesen zählten neben den Gaudins die Familien de Saint-Pol, Houdan des Landes und de Sainte-Marthe. Am 27. Juli 1502 erwarb Nicolas Gaudin, Händler aus Tours, Schatzmeister der Anne de Bretagne und Claude de France sowie Notar und Sekretär Ludwigs XII., das gesamte Anwesen. Bis zu seinem Tod 1517 ließ er es im Stil des Flamboyants weiter ausbauen, weshalb die Anlage Ähnlichkeit zu den beiden Schlössern Plessis-lès-Tours und Les Réaux hat, deren Errichtung etwa zur gleichen Zeit erfolgte wie die beiden Bauphasen von Jallanges. Gaudin hatte keine Kinder aus seinen beiden Ehen, und so erbte die Familie Ruzé den Besitz. Über Jehanne de Ruzé kam das Schloss an deren Mann Guillaume Barthelemy. Nur wenig später wurde es durch Heirat 1520 Eigentum Philbert Babous, Oberintendant der Finanzen unter Franz I. und Urgroßvater Gabrielle d’Estrées’, der Mätresse des französischen Königs Heinrich IV. Philbert tauschte Jallanges mit François de Blanchefort am 17. Dezember 1522 gegen die Seigneurie Thuisseau.
1552 kam es erneut zu einem Eigentümerwechsel. Nach dem Tod Jeanne de Brancourts hatten René de Fontaine, Martin de Beaune und Michel Pelle das Schloss geerbt, das sie in jenem Jahr an Michel de Bouillon veräußerten. Dessen Enkel François musste es 1625 versteigern lassen. Den Zuschlag erhielt Michel Le Loyer für 32.000 Livres tournois. Sechs Jahre später wurde Jallanges im Oktober 1631 zusammen mit einigen anderen Ländereien zur Kastellanei (châtellenie des Etangs) erhoben. Nachdem das Schloss 1643 Eigentum von Jean de Mons gewesen war, gehörte es 1649 bereits René du Peyrat. Von dessen Sohn Jean wechselte die Anlage an dessen Witwe Françoise d'Esperonnet. 1672 war die Anlage wiederum im Besitz von Nicolas Lefebvre, seigneur de la Falluère. Seine Familie behielt sie über 110 Jahre lang. Claude-Pierre de la Falluère emigrierte während der Französischen Revolution. Schloss Jallanges wurde konfisziert und am 9. Floréal VI (28. April 1798) als Nationalgut verkauft. Käufer waren Antoine-Marc Lefebvre de la Falluère und seine Frau, doch sie mussten die Anlage schon am 13. Ventôse VII (3. März 1799) weiterveräußern.

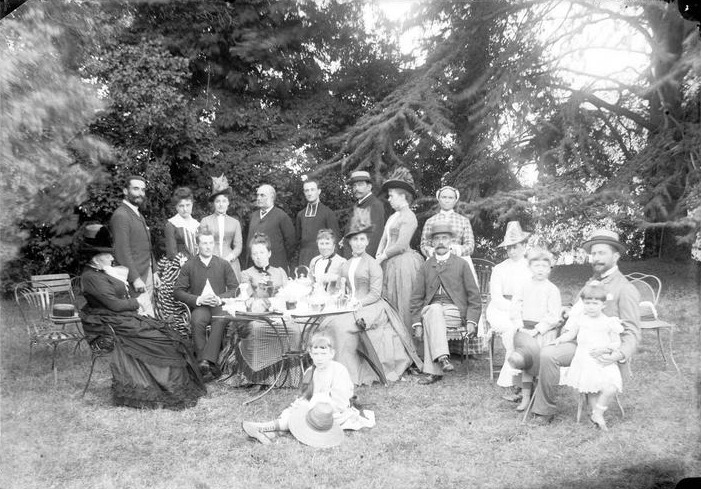
Die Familie Meignan im Schlosspark, Foto von Gustave William Lemaire, ca. 1900/1920

Nachdem Jules-Gaspart Amour, vicomte de Condates, das Schloss 1836 erworben hatte, investierte er hohe Summen in dessen Restaurierung und Umbau. Über Henry Charles Bouteiller de Châteaufort kam der Besitz an Joseph Gailleton, der ihn an seinen Verwandten Jean-Victor Meignan, Bürgermeister von Vernou, vererbte. Auch Meignan restaurierte die Gebäude und setzte die Schlosskapelle instand, ehe er die Anlage 1919 an André Maggiar verkaufte. Damit verbunden war die ausdrückliche Auflage, das Schloss zu pflegen und zu bewahren. Nach fast 50 Jahren als Schlossherr veräußerte Maggiar die Anlage 1966 an eine Immobilienfirma. Diese verkaufte das Mobiliar und teilte den Landbesitz in Parzellen, fällte Jahrhunderte alte Bäume als Feuerholz und verkaufte den Besitz nach nur vier Monaten wieder. Neuer Eigentümer wurde Jacques Bigot, der im Schloss ein Erziehungsheim für behinderte Kinder einrichtete. Um die Gebäude an diese neue Nutzung anzupassen, wurden die Pferdeställe zu Klassenzimmern umfunktioniert und das Dachgeschoss zu einem Schlafsaal mit Duschräumen umgebaut. Das bei den Umbauarbeiten entfernte Inventar, wie zum Beispiel alte Kamine sowie Täfelungen aus dem 16. Jahrhundert und sogar die Schlossbibliothek, wurden an die Einwohner der Umgegend verschenkt.
Nach drei Jahren schloss das Heim seine Pforten, und es folgte ein langer Leerstand. Pläne in den 1970er Jahren, das Areal zu einem Hotelkomplex umzuwandeln, scheiterten. Das Schloss wurde vernachlässigt und verkam. Dies änderte sich im Juli 1984 mit dem Kauf der Anlage durch die Familie Ferry-Balin. Sie restaurierte die heruntergekommenen Gebäude und nutzt sie heute als Wohnsitz. Zugleich öffnete sie das Schloss für Besichtigungen und betreibt darin eine Frühstückspension. 1999 ließen die Eigentümer auch den Nordflügel des zum Schloss gehörenden Wirtschaftshofs restaurieren. Nach achtmonatigen Arbeiten steht dort heute ein großer Raum für Konzerte, Seminare, Theateraufführungen oder private Feiern zur Verfügung.

## Beschreibung

Lageplan der Schlossanlage

### Gebäude
Schloss Jallanges steht auf einer kleinen Anhöhe inmitten des Weinbaugebiets Vouvray. Es ist von einer etwa acht Hektar großen Parkanlage mit Garten umgeben. Eine über 300 Meter lange Allee führt zum schmiedeeisernen Eingangstor, das Einlass auf den Ehrenhof gewährt. Im Süden wird dieser vom zweigeschossigen Logis begrenzt. Dessen Mittelteil, das Corps de Logis, ist der älteste Teil des Schlosses und stammt aus dem 15. Jahrhundert. Ihm schließen sich westlich und östlich ebenfalls zweigeschossige, aber etwas niedrigere Seitenflügel aus dem 16. Jahrhundert an. An der Hofseite ist der Fassade mit bildhauerischem Schmuck im Stil der Spätgotik in der Mitte ein Treppenturm mit Wendeltreppe vorgebaut, dessen untere Geschosse fünfeckig sind, während sein oberstes Geschoss einen quadratischen Grundriss besitzt. Für die Mauern kamen rote und schwarze  Backsteine zum Einsatz, die so angeordnet wurden, dass sie ein netzartiges Karomuster bilden. Für Eckquaderungen und Tür- sowie Fenstereinfassungen wurde heller Werkstein verwendet. Diese Technik wird im Französischen Brique-et-Pierre genannt. Typisch für solche Gebäude sind – wie auch im Falle von Jallanges – schiefergedeckte Dächer, die eine dritte Farbe ins Spiel bringen. Das Dach des Logis besitzt Lukarnen, deren Skulpturendekor im Stil des Flamboyants gehalten ist. Passend dazu findet sich über dem Portal im Treppenturm ein Kielbogen mit Kreuzblume.
Im Inneren des Logis stammt die Ausstattung fast ausnahmslos aus dem 19. Jahrhundert. Eine Ausnahme davon ist der Fliesenboden des Eingangsbereichs, der noch aus dem 17. Jahrhundert stammt. Nach Osten und Westen schließen sich diesem Raum Salons enfilade an. Zu diesen zählt der Große Salon mit einem schwarzen Kamin aus florentiner Marmor und einer Kassettendecke. Seine Ausstattung erhielt er im Jahr 1892. Der Kaminsturz ist mit Jakobsmuscheln verziert, seine Takenplatte zeigt das Jahr 1635 und den Namen Jean de Lescornay. Im östlichen Bereich des Logis befinden sich ein Billardsalon und ein Raum, den die heutigen Schlossbesitzer der Gräfin Marie Gaudin, Favoritin Franz’ I., gewidmet haben.
An der östlichen Seite des Ehrenhofs steht ein geschlossener, vierflügeliger Komplex von Wirtschaftsgebäuden. Zugang zu dessen Innenhof gewährt eine korbbogige Durchfahrt in einem Pavillonturm, der sich etwa in der Mitte des westlichen Wirtschaftsflügels befindet. An beiden Seiten der Durchfahrt finden sich renaissancezeitliche Pilaster, die mit Ranken- und geometrischen Ornamenten verziert sind. Der Ostflügel des Wirtschaftsgevierts stammt aus dem Jahr 1765 und wurde um 1850 verändert. Mit Ausnahme der Südwest-Ecke stehen an allen Ecken des Wirtschaftshofs Rundtürme aus dem 16. Jahrhundert mit Kegeldächern. Für ihr Mauerwerk wurden helle und rote Steine im Schachbrettmuster angeordnet.
An der Nordwest-Ecke des Ehrenhofs steht die Schlosskapelle aus dem Jahr 1631. Sie ist dem heiligen Josef gewidmet. Über ihrem Rundbogeneingang findet sich im rundbogigen Giebel eine leere, kreisrunde Nische, die von Festons umrahmt wird. Der Giebel trägt ein steinernes Kreuz als Abschluss. Im Inneren der Kapelle ist das von einem falschen Gewölbe aus Gips überspannte Kirchenschiff durch eine hölzerne Balustrade von der Apsis abgetrennt. Die Sakristei befindet sich in einem kleinen viereckigen Anbau an der nördlichen Außenseite des Gotteshauses.

### Garten und Park
Die Westseite des Ehrenhofs wird von einem Renaissancegarten begrenzt. Erreichbar ist dieser durch ein schmiedeeisernes Tor, dessen bossierte Pfeiler mit dorischen Pilastern verziert sind. In das zweiflügelige Tor, das 1829 vom Schloss Chanteloup nach Jallanges kam, sind die Initialen J und D eingearbeitet. Die heutigen Schlosseigentümer haben den Garten rekultiviert und dort alte Rosenarten sowie Lilien, Iris und Pfingstrosen gepflanzt.
Im Schlosspark stehen uralte Zedern und über 300 Jahre alte Stechpalmen. Nachdem eine der Zedern abgestorben war, fertigte der französische Künstler Gérard Ferruel aus dem Holz des Baums zwei Skulpturen, die heute im Schlosspark zu sehen sind. Im westlichen Bereich des Parks steht ein massiver, dachloser Rundturm mit einem Durchmesser von rund zehn Metern. Es handelt sich dabei vielleicht um einen früheren Taubenturm. Seine Mauern aus Bruchstein sind über 1,30 Meter dick. Die beiden Turmgeschosse werden heute durch eine moderne Betondecke voneinander geschieden.